# Hamblen megye
Hamblen megye az Amerikai Egyesült Államokban, azon belül Tennessee államban található. Megyeszékhelye és legnagyobb városa Morristown. Lakosainak száma 64 499 fő (2020. április 1.). Hamblen megye Hawkins, Cocke, Jefferson, Greene és Grainger megyékkel határos.

## Népesség
A megye népességének változása:
| Lakosok száma | 62 612 | 62 841 | 62 748 | 63 074 | 63 402 | 64 499 |
|               | 2010   | 2011   | 2012   | 2013   | 2015   | 2020   |